# Charlie Watts
Charles Robert ”Charlie” Watts (født 2. juni 1941, død 24. august 2021) var en engelsk musiker, der var trommeslager for rockbandet The Rolling Stones fra 1963 til sin død i 2021. Han var en af gruppens kernemedlemmer, og sammen med forsangeren Mick Jagger og guitaristen Keith Richards var han de eneste af medlemmerne der har medvirket på alle deres studiealbums. Han har udtalt at jazzmusik har haft en stor indflydelse på hans trommestil. Jagger introducerede nogle gange Charlie Watts som The Wembley Whammer under deres koncerter.
Han blev oprindeligt udlært som grafisk designer, og han fik interesse for jazz i en ung alder, hvorefter han blev en del af bandet Blues Incorporated. Han begyndte også at spille trommer på rhythm and blues-klubber i London, hvor han mødte de fremtidige bandmedlemmer Jagger, Richards and Brian Jones. I januar 1963 forlod han Blues Incorporated og blev en del af the Rolling Stones som trommeslager, mens han også fungerede som designer på deres albumcoveres og scenerne på deres turnéer. Watts første offentlige optræden som permanent medlem var i februar 1963, og han forblev medlem af gruppen indtil sin død 58 år senere.
Bortset fra sin karriere med the Rolling Stones har Watts turneret med sin egen gruppe, the Charlie Watts Quintet, og han har optrådt i London på Ronnie Scott's Jazz Club med Charlie Watts Tentet.

## Begyndelse
Watts blev født på University College Hospital i London, England, og voksede op i Islington, der er en bydel i London. Hans forældre var Charles Richard Watts, en chauffør, og Jessica Mort Watts. Han gik i skole i Tylers Croft Secondary Modern School, og efter den Horrow Art School. I 1960 spillede han sammen med et lokalt band, da han mødte Alexis Korner, der tilbød Charlie at være med i hans band: Blues Incorporated. Men Charlie var på det tidspunkt påvej til et arbejde i Randers som designer og afslog derfor tilbuddet. I Randers kom han til at spille sammen med den nu afdøde Aarhus musiker Holger Lauman i Randers-bandet Safari Jazz samt Kardinalerne.
Da Charlie vendte tilbage til London i 1962, tilsluttede han Blues Incorporated, der senere samme år fik en ny forsanger Mick Jagger, og to nye guitarister Brian Jones og Keith Richards. Snart efter forlod Charlie dog Blues Incorporated på grund af det hektiske skema de havde. Som uddannet inden for reklameverdenen fandt Charlie snart et arbejde hos Charles Hobson & Grey. I 1962 prøvede tre af de tidligere medlemmer fra Blues Incorporated (der nu kaldte sig for The Rolling Stones) at overtale Charlie til at slutte sig til dem. Watts beholdte dog sit normale arbejde indtil The Stones havde fået deres første store optræden. Det fik de snart på Crawdaddy’s Club nær London. I januar 1963 sagde Charlie sit arbejde op, for at kunne koncentrere sig fuldt ud om musikken .

## Musikken

### The Rolling Stones
Ud over Charlies musikalske kreativitet lavede han også det grafiske arbejde på de første plader, som for eksempel Between the Buttons og var ansvarlig for det berømte presseprogram fra 1975 i New York City, hvor bandet overraskede forsamlingen af ventende journalister ved at køre rundt bag på en ladvogn, mens de spillede ”Brown Sugar”, midt på Manhattans trafikerede gader. Et trick som AC/DC kopierede senere samme år, og som U2 efterlignede i 1990'erne i musikvideoen ”Sweetest Thing”. Watts huskede, at det var en normal måde for New Orleans-jazzbands at lave reklame på.
Desuden designede han sammen med Jagger nogle udsøgte scener, for eksempel lotusblomsten i 1975 til Tour of the Americas og i 1989-1990 til Steel Wheels/Urban Jungle Tour.
Der er mange eksempler hvor Jagger og Richards har hævdet at Watts er den vigtigste person i The Rolling Stones. Richards gik så langt som til at sige i 2005-udgaven af Guitar Player magazine at: ”The Rolling Stones ville ikke og havde ikke kunnet forsætte hvis Watts ikke havde været der.” 
Et eksempel på hvor vigtig Watts er blev demonstreret i 1991, da Bill Wyman forlod bandet efter flere års overvejelser. Efter at have afholdt prøver for mulige bassister bad Mick Jagger og Keith Richards Watts om at afgøre, hvem den nye bassist skulle være; han valgte den respektable musikant Darryl Jones, der også havde spillet sammen med Miles Davis og Sting. I forretningslivet ejer Watts, sammen med Richards og Jagger, et stykke af det samlede Stones, noget som hverken Mick Taylor, Ron Wood eller Bill Wyman har.
Efter i 4 årtier at havde optrådt sammen med The Rolling Stones, har Watts vist at han er en af de mest indflydelsesrige trommeslagere nu til dags. Hans talent og kraftfulde trommeslagen, er tit blevet beundret af yngre trommeslagere og har medvirket til de har fundet deres egen stil.
I 1989 blev The Rolling Stones, inklusive Watts, optaget i Rock and Roll Hall of Fame . I juli 2006-udgaven af Modern Drummer blev Charlie Watts stemt ind i Modern Drummer Hall of Fame sammen med Steve Gadd, Keith Moon og Buddy Rich .

### Andre projekter
Charlie Watts har været involveret i mange andre aktiviteter, selvom han er med i The Rolling Stones. I 1964 udgav han for eksempel en tegneserie til ære for Charlie Parker ved navn Ode to a High Flying Bird .
Selvom han er mest kendt for at spille rock ’n’ roll, er hans personlige smag jazz, og han dannede sent i 1970'erne, sammen med den anden Stone Ian ”Stu” Stewart, et band, der hed Rocket 88. I 1980'erne turnerede han rundt i verden sammen med et stort band, hvor blandt andre Even Parker, Courtney Pine og Jack Bruce, der også havde været med i Rocket 88, også var med. I 1991 dannede Charlie et nyt jazzband, der endnu en gang var en hyldest til Charlie Parker. I 1993 udgav de et album med titlen: Warm and tender med sangeren Bernard Fowler. Den samme gruppe udgav i 1996 igen et album , Long ago and far away. Begge albummerne indeholdt sange fra The American Song Book. Efter et succesfuldt sammenarbejde med Jim Keltner på Rolling Stones albummet Bridges to Babylon udgav de to sammen et techno/ instrumental album med den simple titel Charlie Watts/ Jim Keltner Preject i 2000. På albummet blev nogle af Charlies favorittrommeslagere hyldet, for eksempel Elvin Jones og Max Roach. Charlie udtalte, at de ikke decideret prøvede på at kopiere den måde de spillede på, men på at fange den følelse de gav. Charlie Watts seneste soloalbum blev udgivet i 2004, og hed Watts at Scott’s. Det blev indspillet af hans band: Charlie Watts Tentet  på den berømte jazzclub i London Ronnie Scoot’s .

## Privatliv og offentligt image
Den 14. oktober 1964, giftede Charlie sig med kunsteleven Shirley Ann Shepard, som han havde mødt før bandet havde fået sit første store hit. De fik den 18. marts 1968, datteren Seraphina Watts. Hun har siden gjort dem til bedsteforældre, da hun fik datteren Charlotte.
Watts har udtalt at han har et kærligheds/had forhold til tour livet. Han sagde i 1989 om det:” Jeg kom ud af flyet i ’79, og sagde:” Nej aldrig mere”, fordi jeg kan faktisk ikke lide at tage på tour og jeg kan ikke fordrage at leve i en kuffert. Jeg hader at være væk hjemmefra. Jeg tager altid på tour og tænker at den er den sidste, og i slutningen af den så forlader jeg bandet. På grund af det jeg laver kan jeg ikke bare spille trommer derhjemme, så jeg bliver nødt til det, jeg bliver nødt til at forlade hjemmet, og denne frygteligt onde cirkel har altid været mit liv” .
Watts privatliv har udadtil altid virket betydelig mere fredeligt end mange af hans bandmedlemmers og andre stjerners. Selvom han ofte bliver betragtet som den reserveret og trofaste Stones, har han også selv haft nogle af de uvaner tour livet giver.
Bill Wyman og Keith Richards har fortalt at Charlie i 1970'erne besvimede efter at havde været vågen i adskillige døgn, og landede i en tallerkenfuld spaghetti.
En anden berømt historie er den hvor han slog en beruset Mick Jagger på et hotel i midten af 1980'erne. Efter en våd nat med fester ringede Jagger til Watts hotelværelse en tidligt morgen og spurgte hvor:” hans trommeslager var”. Watts gik ned til Keiths hotel værelse, hvor han slog Jagger og sagde:” Kald mig aldrig din trommeslager igen. Du er min åndssvage sanger” .
Han har altid været trofast mod sin kone Shirley, og derfor nægtede Charlie konstant at tage imod tilbuddene fra de groupies der var med når bandet turnerede. Han snakkede, om sine regelmæssige anfald af søvnløshed når han ikke delte seng med sin kone, med Robert Greenfield i: A journey through America with The Rolling Stones, en bog om deres tour gennem Amerika i 1975. Han har også fortalt at under en tour var de blevet inviteret ind i Playboy Mansion, men det eneste han lavede var at spille i det nyrenoveret spillerum. Han rørte ikke kvinderne. Det var ikke før sent i 1980'erne, at han lod sig indlægge for sin afhængighed af stoffer og alkohol, der var tale om mange års forbrug af heroin, speed og amfetamin, at hans kone Shirley og datteren Seraphina begyndte at tage mere med ham når The Rolling Stones var på tour for at støtte ham .
Siden 1990'erne har Charlie været afhængig af en anden ting, dog ikke så farlig som de andre, denne afhængighed er at købe designer tøj. Hans personlige klædeskab har tiltrukket så meget opmærksomhed, at den engelske avis The Telegraph har kåret ham som en af verdens bedst klædte mænd. I Vanity Fair 2006 kom Watts ind på den internationale liste, og kom i selskab med blandt andre Fred Astaire.

## Sygdom og død
I juni 2004 fik Watts konstateret strubekræft, og blev behandlet for det. Watts hævdede at sygdommen var forsvundet, og han fortsatte med at indspille og turnere sammen med The Rolling Stones i en årrække - til og med COVID-19-koncerten Together at Home fra 2020. I sensommeren 2021 blev Charlie Watts indlagt på et London-hospital, og den 24. august sov han stille ind omgivet af sin familie.

## Diskografi
Udover sit arbejde med The Rolling Stones, hvor han medvirkede på alle deres studiealbums, har Watts udgivet de følgende albums:
- The Charlie Watts Orchestra – Live at Fulham Town Hall (1986, Columbia Records)
- The Charlie Watts Quintet – From One Charlie (1991, Continuum Records)
- The Charlie Watts Quintet – A Tribute to Charlie Parker with Strings (1992, Continuum Records)
- The Charlie Watts Quintet – Warm and Tender (1993, Continuum Records)
- The Charlie Watts Quintet – Long Ago and Far Away (1996, Virgin Records)
- The Charlie Watts-Jim Keltner Project (2000, Cyber Octave Records)
- The Charlie Watts Tentet – Watts at Scott's (2004, Sanctuary Records)
- The ABC&D of Boogie Woogie – The Magic of Boogie Woogie (2010, Vagabond Records)
- The ABC&D of Boogie Woogie – Live in Paris (2012, Eagle Records)
- Charlie Watts meets the Danish Radio Big Band (Live at the Danish Radio Concert Hall, Copenhagen 2010) (2017, Impulse! Records)

## Galleri
- Charlia Watts Backstage i Georgia Southern University 1965.
- Charlie Watts i Finland 1965.
- Charlie Watts med Stones i Rupp Arena, Lexington Kentucky 11 December 1981.
- Charlie Watts og The Rolling Stones i Hannover 2006.
- Charlie Watts vid Filmfestivalen i Berlin 2008.
- Charlie Watts og Rolling Stones i Hyde Park 2013.